# Kim Manners
Kim Manners (Los Ángeles, California; 13 de enero de 1951 - ibíd., 25 de enero de 2009) fue un director y productor de televisión estadounidense.

## Su vida
Kim creció en una familia del espectáculo. Su padre, Sam, tiene la producción de los créditos en programas como The Wild Wild West y Ruta 66. Manners hizo algunas actuaciones de niño; su primer papel fue en un comercial de la reconocida empresa Chevrolet. También participó algunas veces en el trabajo de su padre, así como en la obra de William Beaudine, el director de Rin Tin Tin, a quien Manners siempre llamó "Gramps".
Kim tiene un hermano, Kelly Manners, que tiene la dirección y producción de los créditos de Ángel y Buffy, The Vampire Slayer. También tiene una hermana, Tana, que también trabaja como directora de televisión.

## Su carrera
Manners hizo su debut como director de televisión en 1978, cuando dirigió un episodio de Los ángeles de Charlie. Anteriormente había trabajado como mánager de la unidad de producción del programa y también como ayudante de dirección en otros proyectos.
El nombre de Manners fue incluido en los créditos de diferentes episodios de series como 21 jump street, Misión: Imposible, Star Trek: La nueva generación, Baywatch, The adventures of Brisco County , Jr and The Commish  y Breaking Bad.
Kim Manners entró en la producción y dirección de The X-Files en la segunda temporada de la misma, como recomendación de Rob Bowman, quién ya había trabajado en la primera temporada de la serie, y por James Wong y Glen Morgan, que fueron escritores de varios episodios de la serie, además de que ellos habían trabajado junto a Manners en 21 Jump Street.
Él, junto con sus compañeros de The X-Files , fueron nominados a cuatro premios Emmy por 
mejor serie de drama en 1995, 1996, 1997 y 1998. Manners es partícipe de la serie en el episodio Jose Chung's From Outer Space, ya que un policía que aparece en este episodio lleva el nombre de "Kim Manners".
Kim trabajo en The X-Files desde la segunda temporada hasta que la serie concluyó en 2002, aunque también participó en The X-Files: I Want to Believe, la última película de la serie, estrenada en el 2008, donde los agentes investigan la desaparición de una agente federal.
Tras el final de la serie en 2002, Manners dirigió una serie de pequeños proyectos, antes de entrar en la dirección y producción de la serie Supernatural en 2005. Kim fue parte vital de la serie para las primeras cuatro temporadas.
Tras dirigir el primer episodio de la cuarta temporada, se enteró de que padecía cáncer de pulmón. Kim Manners murió el 25 de enero de 2009 en Los Ángeles, California, a causa de su enfermedad, a los 58 años.
La comunidad de X-Philos (fanes de The X-Files) lamentan terriblemente su pérdida, ya que Manners formó gran parte de dicha serie, que forma parte de la cultura popular y quedará grabada en la historia del drama y la ciencia ficción.
El capítulo "Breakage" de la segunda temporada de Breaking Bad fue dedicado a Kim tras su pérdida, como así también la cuarta temporada completa de Supernatural en el episodio "Death Takes a Holiday" (La Muerte se toma unas Vacaciones). También en el tercer capítulo de la miniserie de 2016 The X-Files, se puede observar una tumba que lleva su nombre a la que el agente Mulder le deja un ramo de flores.